# Рабство в Бутане
Рабство в Бутане было распространено до отмены в 1958 году. Согласно историческим сведениям, к несвободным рабочим причислялись рабы, рабочие-кули и крепостные. Эти рабочие были в основном из периферии Бутана, Ассама и Сиккима, и составляли опору доденежной феодальной экономики королевства.
Рабство в Бутане было отменено в рамках модернизационных реформ по воле третьего Друк Гьялпо Джигме Дорджи Вангчука, который взошёл на престол в 1952 году в возрасте 25 лет. Порвав с рабством и феодализмом, король Джигме Дорджи провёл правовые реформы, предоставив бывшим рабам гражданство и право собственности на землю.

## История
До введения денежной экономики в XIX веке и программы модернизации в середине XX века экономика Бутана была полностью основана на натуральной оплате и труде, в том числе рабском. В феодальной землевладельческой системе, в которой вся земля принадлежала суверену, крепостное право и служение зависимым владельцам земли было обычным явлением. Рядовые граждане, в свою очередь, были связаны Дриглам Намжа, и искали работу, например, на строительстве дзонгов, что являлось частью их налогового обязательства перед государством. Постепенный переход к феодальной денежной экономике был вызван военными и территориальными потерями Бутана перед англичанами, в результате чего правительство королевства стало получать ежегодные денежные субсидии. Эти денежные ресурсы, в конечном итоге, позволили убрать несвободный труд как основу экономики Бутана.
В Бутане существовал низший класс, к которому принадлежали военнопленные и их потомки, которые, как правило, были крепостными или даже рабами. Этот класс рабов был наиболее распространённым, однако многие другие принадлежали к аборигенам или коренным племенным народам, изначально жившим в деревнях, разбросанным по всему Бутану. Уголовники, которых иногда миловали и которым отменяли смертную казнь, становились рабами на всю оставшуюся жизнь. Общественное положение раба передавалось по наследству и варьировалось в зависимости от возраста, касты и пола. Взрослый раб мужского пола, принадлежавший высшей касте, мог на рабовладельческом рынке стоить до 20 рупий, а женщина низшей касты — 3 рупии. В XVIII веке в Бутан ежегодно в качестве рабов завозили сотни брахманов.
До XIX века Бутан осуществлял работорговлю с Сиккимом и Тибетом. В это время похищение британских подданных, а также репатриация сбежавших бутанских рабов, стали основными спорными моментами на фоне роста военных противостояний между Бутаном и Британской Индией. Позиция Великобритании сводилась к тому, что рабы должны были возвращаться добровольно, а не в результате их репатриации в Бутан.
В XIX веке англичане также боролись с рабством в соседнем Сиккиме и Куч-Бихаре. С 1877 года сбежавшие из Бутана рабы рассматривались британцами в качестве беженцев. Между тем, работорговля оставалась прибыльным источником дохода местных бутанских чиновников вблизи границы с Индией.
В начале XX века работорговля в Бутане была ограничена. В 1916 году король Угьен Вангчук провёл реформы, запретив продажу и покупку рабов, а также ограничив использование кули государственными должностными лицами, кроме случаев, когда это требовало состояние здоровья чиновника. Однако, несмотря на это, институт рабства остался практически нетронутым, сбежавшие рабы задерживались, а хозяин раба должен был компенсировать затраты задержавшему беглеца.
После отмены рабства большинство бывших рабов остались жить на прежнем месте. Многие из них стали рантье. Сельские рабы, в том числе лхоцампа, боялись переселения и депортации. После земельной реформы и закона о гражданстве 1958 года они получили гражданство и стали преуспевать.